# 今津寛介
今津 寛介（いまず ひろすけ、1976年〈昭和51年〉12月12日 - ）は、日本の政治家。北海道旭川市長（1期）。
父は防衛庁副長官や衆議院議員を務めた今津寛。兄は北海道議会議員の今津寛史。

## 来歴
北海道旭川市出身。旭川市立明星中学校、旭川龍谷高等学校卒業。高校時代は野球部に所属。1999年3月、中央大学経済学部経済学科卒業。
2003年11月の衆院選で父の今津寛が7年ぶりに国政に復帰。同月、父の秘書となる。2017年10月の衆院選で今津寛は落選し、政界を引退。2018年1月、寛介は沖縄4区の西銘恒三郎の秘書となる。
2018年11月に行われた旭川市長選挙に自由民主党・新党大地の推薦で立候補するも現職の西川将人に敗れ落選。
2021年7月27日、西川は8月中に市長を辞職し、年内に行われる第49回衆議院議員総選挙に立憲民主党公認で北海道6区から出馬することを表明した。7月30日、今津は西川の辞職に伴って行われる旭川市長選挙に立候補する意向を表明。9月26日に行われた市長選に自民・公明・維新・大地の推薦で立候補し、西川から後継指名を受けた前北海道議会議員・元旭川市議会議長の笠木薫（立憲・国民・社民推薦）を大差で制し、初当選した。同市長選での自民党系候補としては菅原功一以来15年ぶりの勝利となった。
2025年7月15日、旭川市内で開かれた市政報告会において、2期目を目指して同年9月の旭川市長選挙に出馬することを表明した。

## 人物・市政

### 統一教会との関係
- 2018年9月の旭川市長選挙の際、支援者の案内で世界平和統一家庭連合（旧統一教会）の施設を訪問した[16]。
- 2021年7月27日、今津は、西川将人の辞職に伴う旭川市長選挙への出馬を表明[6]。同年8月、支援者の要請で統一教会の施設を訪問した[16]。
- 同年8月28日、市長選に向けた政策一覧を記者会見の形で発表。教団関連団体の「旭川家庭教育を支援する会」（会長：東国幹）から要請を受け、家庭教育支援推進条例の制定[注 1]を選挙公約に掲げた[22][23]。「旭川家庭教育を支援する会」を立ち上げた統一教会の旭川家庭教会総務部長のMと今津は、今津が衆議院秘書を務めていた頃から互いに面識があった[24]。市長選挙は9月26日に行われ、今津は初当選を果たした。
- 同年11月5日、「旭川家庭教育を支援する会」は今津に顧問就任を打診。今津は11月25日付で同団体の顧問となった[25][26]。また、前述のMが2019年に立ち上げ、代表を務める市民団体「同性婚問題を考える旭川の会」[27]の顧問にも就任した[28]。
- 同年11月、東京の教団の幹部と面会し、市長選挙の当選を祝うことばをかけられた[29]。
- 2022年7月5日、前述のMは、統一教会関連団体の天宙平和連合主催のサイクリングイベント「ピースロード」を7月20日に開催するにあたり、出発式を行うための旭川駅前広場の利用申請書を旭川市役所に提出。市は翌6日、ただちにこれを承認するが、ピースロード実行委員会は安倍晋三が射殺されたことを受け、イベントを中止した[24]。
- 同年7月8日の安倍晋三銃撃事件発生後、統一教会と自民党との繋がりがメディアで取り沙汰される中、自民党幹事長の茂木敏充は7月26日の会見で「統一教会と自民党は組織的な関係は一切ない」と断言した[30]。そうした中、ネット上では、Google ストリートビューを用いて、統一教会関連の施設を確認し、建物に張ってある自民党議員のポスターを探す作業がTwitterなどを通じて広まった。作業の過程で、旭川市の旭川家庭教会の玄関に今津、衆議院議員の東国幹、前市議の木下雅之の三連ポスターが貼られていたことが判明した[31][24]。

### その他
- 2021年2月に旭川市内で発生した中学生いじめ凍死事件について、市教育委員会が第三者委員会を設けているいじめの有無などの調査について、今津は同年10月28日の市議会で「私としてはいじめであると認識している」とする自身の見解を述べ、それを踏まえて調査するよう第三者委に指示したと述べた。これに対し、市政野党の立憲・共産両会派は「いじめ問題の政治利用だ」と批判した。10月31日投開票の第49回衆議院議員総選挙の北海道6区では当該事件も争点の一つとなったが、今津は取材に対して、「（政治利用の意図は）ありません」と否定した[32]。
- 2021年9月の旭川市長選挙の期間中、市内の投票所の「投票管理者」を務めていた70代男性が今津への票のとりまとめを呼びかける応援演説を行ったとして、公職選挙法違反の疑いで10月に書類送検された。この男性は今津の支援者の1人だったということで、今津は10月21日の会見で陳謝した[33]。2022年1月27日、公選法違反の罪で70代男性が略式起訴された[34]。